# Spodnje Bitnje
Spodnje Bitnje je naselje v Mestni občini Kranj.